# Reserva Río Valdez
La reserva Río Valdez es un área natural protegida de Tierra del Fuego, Argentina, ubicada en la costa sudeste del lago Fagnano.
Fue creada por ley provincial n.º 600 el 5 de diciembre de 2003 con la categoría de reserva provincial de uso múltiple. 
Forma parte del Sistema Provincial de Áreas Naturales Protegidas (S.P.A.N.P.) establecido por la ley provincial n.º 272 en 1996 que incluye seis áreas naturales protegidas para la conservación de ecosistemas de la provincia.
En 2010 estuvo en riesgo de ser desafectada como reserva natural para ampliar el ejido urbano de la comuna de Tolhuin, según un proyecto presentado por un legislador, pero la iniciativa no prosperó. Manifestaron su oposición el InFueTur (Instituto Fueguino de Turismo), la Fundación Vida Silvestre, la Fundación Ambiente y Recursos Naturales (FARN) y la Fundación para la Conservación y el Uso Sustentable de los Humedales (Fundación Humedales) a través de cartas enviadas a los legisladores.

## Características
Ubicada en una zona de bosques andino-patagónicos, tiene una superficie de 3277 ha. Al norte limita con el Lago Fagnano; el límite oeste está definido mayoritariamente por el río Valdez y luego por el arroyo Tumbadero, hacia el este limita con el ejido urbano de Tolhuin, y al sur con el paralelo 54° 38' 40 S.
Tiene una importante red de caminos a los que se accede desde la Ruta Nacional 3 debido a que en el pasado la zona era utilizada para la explotación forestal. Un tramo de la antigua Ruta nacional 3 transcurre a lo largo de la costa del Lago Fagnano, camino por el que se puede acceder a la Laguna del Indio. La laguna de Aguas Blancas está en el sudeste de la reserva; por el camino de acceso se puede acceder al mirador del cerro Jeujepén desde donde se puede observar una panorámica de la reserva. Además hay parcelas demostrativas de ensayos de manejo forestal en las que se muestran los resultados de diferentes tratamientos de silvicultura.